# Malmö BK
Der Malmö Badmintonklubb oder kurz Malmö BK (MBK, auch Malmö BMK) ist ein schwedischer Badmintonverein aus Malmö. Er ist einer der erfolgreichsten Vereine in dieser Sportart in Schweden.

## Geschichte
Der Verein wurde 1932 gegründet und war der dominierende Badmintonverein Schwedens in den 1930er und 1940er Jahren. Bei den schwedischen Meisterschaften bis 1948 gewann der Verein 12 Einzeltitel. 1948 ging man gemeinsam mit dem BK-33 Malmö als Badmintonsektion im Malmö FF auf. 1980 gründete die Sektion wieder einen eigenen Verein unter dem angestammten Namen.

## Erfolge
| Saison    | Veranstaltung                     | Disziplin    | Platz | Name                                                              |
| --------- | --------------------------------- | ------------ | ----- | ----------------------------------------------------------------- |
| 1936/1937 | Schweden: Einzelmeisterschaft     | Herreneinzel | 1     | Bengt Polling (Malmö BK)                                          |
| 1936/1937 | Schweden: Einzelmeisterschaft O35 | Herrendoppel | 1     | Adolf Andersson / Eric Berg (Malmö BK)                            |
| 1936/1937 | Schweden: Einzelmeisterschaft U19 | Herreneinzel | 1     | Bengt Polling (Malmö BK)                                          |
| 1936/1937 | Schweden: Einzelmeisterschaft U19 | Dameneinzel  | 1     | Gulli Paulsson (Malmö BK)                                         |
| 1936/1937 | Schweden: Einzelmeisterschaft     | Herrendoppel | 1     | Bengt Polling / Thore Sjögren (Malmö BK)                          |
| 1936/1937 | Schweden: Einzelmeisterschaft O35 | Herreneinzel | 1     | Fabian Björck (Malmö BK)                                          |
| 1937/1938 | Schweden: Einzelmeisterschaft U19 | Herreneinzel | 1     | Sven Malmfält (Malmö BK)                                          |
| 1937/1938 | Schweden: Einzelmeisterschaft     | Herreneinzel | 1     | Bengt Polling (Malmö BK)                                          |
| 1937/1938 | Schweden: Einzelmeisterschaft     | Mixed        | 1     | Bengt Polling / Gulli Paulsson (Malmö BK)                         |
| 1937/1938 | Schweden: Einzelmeisterschaft O35 | Herreneinzel | 1     | Anton Sonnerup (Malmö BK)                                         |
| 1938/1939 | Schweden: Einzelmeisterschaft U19 | Herreneinzel | 1     | Helge Paulsen (Malmö BK)                                          |
| 1938/1939 | Schweden: Einzelmeisterschaft O35 | Herreneinzel | 1     | Martin Flamstad (Malmö BK)                                        |
| 1939/1940 | Schweden: Einzelmeisterschaft     | Herrendoppel | 1     | Sven Malmfält / Helge Paulsson (Malmö BK)                         |
| 1939/1940 | Schweden: Einzelmeisterschaft     | Herreneinzel | 1     | Sven Malmfält (Malmö BK)                                          |
| 1940/1941 | Schweden: Einzelmeisterschaft U19 | Herreneinzel | 1     | Kjell Burén (Malmö BK)                                            |
| 1942/1943 | Schweden: Einzelmeisterschaft     | Herrendoppel | 1     | Helge Paulsson / Bengt Polling (Malmö BK)                         |
| 1943/1944 | Schweden: Einzelmeisterschaft     | Herrendoppel | 1     | Helge Paulsson / Bengt Polling (Malmö BK)                         |
| 1943/1944 | Schweden: Einzelmeisterschaft O45 | Herrendoppel | 1     | Lundgren / Thagg (Malmö BK)                                       |
| 1944/1945 | Schweden: Einzelmeisterschaft O45 | Herrendoppel | 1     | Karyd / Sjögren (Malmö BK)                                        |
| 1945/1946 | Schweden: Einzelmeisterschaft O45 | Herrendoppel | 1     | Karyd / Sjögren (Malmö BK)                                        |
| 1945/1946 | Schweden: Einzelmeisterschaft     | Herreneinzel | 1     | Helge Paulsen (Malmö BK)                                          |
| 1946/1947 | Schweden: Einzelmeisterschaft O45 | Herrendoppel | 1     | Karyd / Sjögren (Malmö BK)                                        |
| 1946/1947 | Schweden: Einzelmeisterschaft     | Herreneinzel | 1     | Helge Paulsen (Malmö BK)                                          |
| 1948/1949 | Schweden: Einzelmeisterschaft     | Herrendoppel | 1     | Helge Paulsson / Bengt Polling (Malmö BK)                         |
| 1975/1976 | Schweden: Einzelmeisterschaft O35 | Mixed        | 1     | Göran Wahlqvist / Anita Torstensson (BK Carlskrona / Malmö BMK)   |
| 1976/1977 | Schweden: Einzelmeisterschaft O35 | Mixed        | 1     | Göran Wahlqvist / Anita Torstensson (BK Carlskrona / Malmö BMK)   |
| 1977/1978 | Schweden: Einzelmeisterschaft O35 | Mixed        | 1     | Göran Wahlqvist / Anita Torstensson (BK Carlskrona / Malmö BMK)   |
| 1980/1981 | Schweden: Einzelmeisterschaft U15 | Mixed        | 1     | Robert Larsson / Charlotta Wihlborg (Malmö BK / Bjärred)          |
| 1981/1982 | Schweden: Einzelmeisterschaft     | Dameneinzel  | 1     | Maria Bengtsson (Malmö BMK)                                       |
| 1981/1982 | Schweden: Einzelmeisterschaft     | Damendoppel  | 1     | Maria Bengtsson / Christine Magnusson (Malmö BMK / Täby BMF)      |
| 1982/1983 | Schweden: Einzelmeisterschaft     | Damendoppel  | 1     | Maria Bengtsson / Christine Magnusson (Malmö BMK / BKC)           |
| 1983/1984 | Schweden: Einzelmeisterschaft O35 | Mixed        | 1     | Jan Larsson / Anita Torstensson (Malmö BMK)                       |
| 1983/1984 | Schweden: Einzelmeisterschaft O35 | Herrendoppel | 1     | Göran Arvell / Jan Larsson (Falkenberg / Malmö BMK)               |
| 1983/1984 | Schweden: Einzelmeisterschaft O35 | Damendoppel  | 1     | Kerstin Andersson / Anita Torstensson (Malmö BMK)                 |
| 1984/1985 | Schweden: Einzelmeisterschaft O35 | Herrendoppel | 1     | Jan Larsson / Gert Nordqvist (Malmö BMK)                          |
| 1984/1985 | Schweden: Einzelmeisterschaft O35 | Damendoppel  | 1     | Christina Nordqvist / Eva Stuart (Malmö BMK / GAK Enighet)        |
| 1985/1986 | Schweden: Einzelmeisterschaft O35 | Mixed        | 1     | Bertil Lindgren / Anita Torstensson (Malmö BMK)                   |
| 1985/1986 | Schweden: Einzelmeisterschaft U15 | Mixed        | 1     | Magnus Sievnert / Cecilia Karlsson (Malmö BK / Staffanstorps BMK) |
| 1985/1986 | Schweden: Einzelmeisterschaft O35 | Damendoppel  | 1     | Kerstin Andersson / Anita Torstensson (Malmö BMK)                 |
| 1985/1986 | Schweden: Einzelmeisterschaft O35 | Herrendoppel | 1     | Jan Larsson / Gert Nordqvist (Malmö BMK)                          |
| 1985/1986 | Schweden: Einzelmeisterschaft O45 | Dameneinzel  | 1     | Birgit Hansson (Malmö BMK)                                        |
| 1987/1988 | Schweden: Einzelmeisterschaft U15 | Damendoppel  | 1     | Ulrica Persson / Ulrika Svensson (Malmö BK / BMK Racket)          |
| 1988/1989 | Schweden: Einzelmeisterschaft O35 | Mixed        | 1     | Sven-Ove Kellermalm / Ingrid Wikström (Returen / Malmö BMK)       |
| 1989/1990 | Schweden: Einzelmeisterschaft U17 | Damendoppel  | 1     | Åsa Carlsson / Ulrik Persson (Västerås BMF / Malmö BK)            |
| 1989/1990 | Schweden: Einzelmeisterschaft O35 | Mixed        | 1     | Sven-Ove Kellermalm / Ingrid Wikström (Returen / Malmö BMK)       |
| 1990/1991 | Schweden: Einzelmeisterschaft O35 | Mixed        | 1     | Gert Perneklo / Ewa Carlander (Malmö BK / Göteborgs BK)           |
| 1991/1992 | Schweden: Einzelmeisterschaft O35 | Damendoppel  | 1     | Birgitta Kärvestad / Ingrid Wikström (Väsby / Malmö BMK)          |
| 1992/1993 | Schweden: Einzelmeisterschaft U17 | Herreneinzel | 1     | Kim Johansson (Malmö BMK)                                         |
| 2003/2004 | Schweden: Einzelmeisterschaft U13 | Herrendoppel | 1     | Patrik Lundqvist / Therese Angarth (Malmö BK / Täby BMF)          |
| 2004/2005 | Schweden: Einzelmeisterschaft U22 | Damendoppel  | 1     | Lina Alfredsson / Sarah Alfredsson (Malmö BK / Askim BC)          |
| 2004/2005 | Schweden: Einzelmeisterschaft U22 | Mixed        | 1     | Dennis von Dahn / Lina Alfredsson (Täby BMF / Malmö BK)           |
| 2005/2006 | Schweden: Einzelmeisterschaft U15 | Dameneinzel  | 1     | Ellinor Widh (Malmö BK)                                           |
| 2005/2006 | Schweden: Einzelmeisterschaft U15 | Herrendoppel | 1     | David Häger / Patrik Lundqvist (Vänersborgs BMS / Malmö BK)       |
| 2005/2006 | Schweden: Einzelmeisterschaft U15 | Mixed        | 1     | Patrik Lundqvist / Therese Angarth (Malmö BK / Täby BMF)          |
| 2006/2007 | Schweden: Einzelmeisterschaft     | Damendoppel  | 1     | Lina Alfredsson / Lina Uhac (Malmö BK / Västra Frölunda)          |
| 2007/2008 | Schweden: Einzelmeisterschaft U17 | Herrendoppel | 1     | Matias Borg / Patrik Lundqvist (Mariestad AIF / Malmö BK)         |
| 2007/2008 | Schweden: Einzelmeisterschaft U17 | Herreneinzel | 1     | Jonathan Ström (Malmö BK)                                         |
| 2007/2008 | Schweden: Einzelmeisterschaft U17 | Mixed        | 1     | Patrik Lundqvist / Sanna Theodorsson (Malmö BK / Sävsjö BC)       |